# قائمة النزاعات الإقليمية
تُظهر هذه القائمة النزاعات الإقليمية الدائرة حول العالم سواءً كانت في الماضي أو في الحاضر.

## النزاعات الحالية بين الدول الأعضاء فيالأمم المتحدة

### أفريقيا
| الإقليم                                      | المُتنازعون                           | مُلاحظات |
| -------------------------------------------- | ------------------------------------ | --- |
| أبيي                                         | السودان · جنوب السودان               | كُلٍّ من السُّودان وجنوب السُّودان تُطالبا بهذا الإقليم. وهو خاضع حاليًّا لسطيرة السُّودان مُنذ مايو 2012.                              |
| بادم                                         | إثيوبيا · إرتريا                     | من هُنا إندلعت الحرب الإثيوبيَّة–الإريتريَّة عام 1998. تُسيطر إثيوبيا على الإقليم الآن.                                          |
| بانك دو جيسير                                | مدغشقر · جزر القمر · فرنسا           | |
| باساس دا إنديا، وجزيرة يوروبا، وخوان دي نوفا | فرنسا · مدغشقر                       | |
| بير طويل                                     | السودان · مصر                        | منطقة صغيرة المساحة تعرف أيضا باسم مثلث بارتازوجا تقع بين الدولتين                                                         |
| مليلية                                       | إسبانيا · المغرب                     | تُسيطر إسبانيا على مليلية وتتمتّع بحُكمٍ ذاتي.                                                                                 |
| سبتة                                         | إسبانيا · المغرب                     | تُسيطر إسبانيا على سبتة وتتمتّع بحُكمٍ ذاتي.                                                                                   |
| أرخبيل تشاغوس                                | المملكة المتحدة · موريشيوس           | |
| جبل دوميرة وجزيرة دوميرة                     | إرتريا · جيبوتي                      | |
| جزر غلوريوسو                                 | فرنسا · مدغشقر · جزر القمر           | |
| مثلث حلايب                                   | مصر · السودان                        | كانت سابقًا تحت إدارة مُشتركة؛ إلا أنها الآن تخضع لسيطرة مصر بشكلٍ كامل.                                                      |
| هجليج                                        | السودان · جنوب السودان               | |
| مثلث إليمي                                   | كينيا · جنوب السودان                 | |
| جزر إشفارن الجزر الجعفرية                    | إسبانيا · المغرب                     | تُسيطر إسبانيا على الجزر الجعفرية.                                                                                          |
| جودا                                         | السودان · جنوب السودان               | كُلٍّ من السُّودان وجنوب السُّودان تُطالبا بهذا الإقليم.                                                                           |
| كافيا كنجي                                   | السودان · جنوب السودان               | كُلٍّ من السُّودان وجنوب السُّودان تُطالبا بهذا الإقليم.                                                                           |
| كاكا                                         | السودان · جنوب السودان               | كُلٍّ من السُّودان وجنوب السُّودان تُطالبا بهذا الإقليم.                                                                           |
| كانجوان                                      | جنوب إفريقيا · إسواتيني              | |
| قرية كوالو وضواحيها                          | بوركينا فاسو · بنين                  | |
| جزيرة روكوانزي ونهر سمليكي                   | جمهورية الكونغو الديمقراطية · أوغندا | |
| جزيرة سيندابيزي                              | زامبيا · زيمبابوي                    | |
| أرخبيل سقطرى                                 | اليمن · الصومال                      | بعد انعزال طويل عن افريقيا وشبه الجزيرة العربية                                                                            |
| جزيرة تروملين                                | فرنسا · موريشيوس                     | بحُكم أمر الواقع هي جُزء من الأراضي الفرنسية الجنوبية والأنتارتيكية.                                                         |
| وادي حلفا                                    | مصر · السودان                        | |
| الصحراء الغربية                              | المغرب · الصحراء الغربية             | بحكم أمر الواقع هي جزء من الأراضي المغربية .يسيطر المغرب على 90% منها. والباقي منطقة عازلة تحت مراقبة منظمة الامم المتحدة. |

### آسيا
| الإقليم                    | المُتنازعون                          | مُلاحظات                                     |
| -------------------------- | ----------------------------------- | ------------------------------------------- |
| جزيرة أبو موسى             | إيران · الإمارات العربية المتحدة    |                                             |
| جامو وكشمير                | باكستان · الهند                     |                                             |
| طنب الكبرى والصغرى         | إيران · الإمارات العربية المتحدة    |                                             |
| جزر الحلانيات              | عُمان · اليمن                        |                                             |
| الحدود الإماراتية السعودية | الإمارات العربية المتحدة · السعودية |                                             |
| مزارع شبعا                 | سوريا · إسرائيل · لبنان             |                                             |
| جزيرة تسوشيما              | اليابان · كوريا الجنوبية            |                                             |
| فلسطين التاريخية           | فلسطين · إسرائيل                    | تحتل إسرائيل فلسطين التاريخية منذ سنة 1948. |

### أوروبا
| الإقليم       | المُتنازعون                                             | مُلاحظات |
| ------------- | ------------------------------------------------------ | ------- |
| جبل طارق      | المملكة المتحدة · إسبانيا                              |         |
| روكال         | المملكة المتحدة · جمهورية أيرلندا · الدنمارك · آيسلندا |         |
| جزيرة فوكوفار | صربيا · كرواتيا                                        |         |
| بريفلاكا      | كرواتيا · الجبل الأسود                                 |         |
| جزر بحر إيجه  | اليونان · تركيا                                        |         |